# 281
El año 281 (CCLXXXI) fue un año común comenzado en sábado del calendario juliano, en vigor en aquella fecha.
En el Imperio romano el año fue nombrado como el del consulado de Probo y Tiberiano o, menos comúnmente, como el 1034 Ab urbe condita, siendo su denominación como 281 posterior, de la Edad Media, al establecerse el Anno Domini.

## Fallecimientos
- Próculo, usurpador romano.